# Dauphin (Quarter)
Dauphin (Bezeichnung des französischen Thronerben, wörtlich Delfin) war ein Quarter (Distrikt) im Norden des kleinen Inselstaates St. Lucia. Hauptort des Quarters war die im Norden des Quarters gelegene Gemeinde Dauphin. In der Volkszählung von 2001 wird Dauphin jedoch als Teil von Gros Islet gezeigt und 2010 nicht mehr einzeln aufgelistet. 2014 wurde Dauphin schließlich mit Gros Islet zusammengelegt. Die Hauptstadt des Quarters Gros Islet, zu dem auch Dauphin gehört, heißt Gros Islet.

## Orte
- Dauphin
- Grand Anse

## Flüsse
- Marquis River

## Berge
- Mount Monier